# Przemysław Jabłoński
Przemysław Jabłoński (ur. 17 listopada 1955 w Poznaniu, zm. 19 lipca 2025) – polski szermierz florecista, indywidualny mistrz Polski we florecie (1979).

## Kariera sportowa
Był zawodnikiem Warty Poznań (1967–1974 i 1977-–1985) i CWKS Legia Warszawa (1975–1976). Jego największym sukcesem było indywidualne mistrzostwo Polski w 1979. Był też drużynowym mistrzem Polski (1981, 1983), drużynowym wicemistrzem Polski (1974, 1975, 1980, 1984), brązowym mistrzem Polski indywidualnie (1980) i drużynowo (1973, 1977, 1979).